# Ironman Louisville
Der Ironman Louisville war eine von 2007 bis 2019 jährlich stattfindende Triathlon-Sportveranstaltung über die Ironman-Distanz (3,86 km Schwimmen, 180,2 km Radfahren und 42,195 km Laufen) in Louisville im amerikanischen Bundesstaat Kentucky.

## Organisation
Der Ironman Louisville ist Teil der Ironman-Weltserie der World Triathlon Corporation.
Die Teilnehmer hatten bis 2014 die Möglichkeit, sich hier für die Triathlon-Weltmeisterschaft auf der Langdistanz beim Ironman Hawaii zu qualifizieren. Es wurden hier für Amateure 50 Startplätze vergeben. Der Ironman Louisville wird seit 2015 als reiner Age-Group-Bewerb ausgetragen – das heißt, die Sieger erhalten kein Preisgeld und es werden keine Qualifikationspunkte für das Kona-Pro-Ranking vergeben.

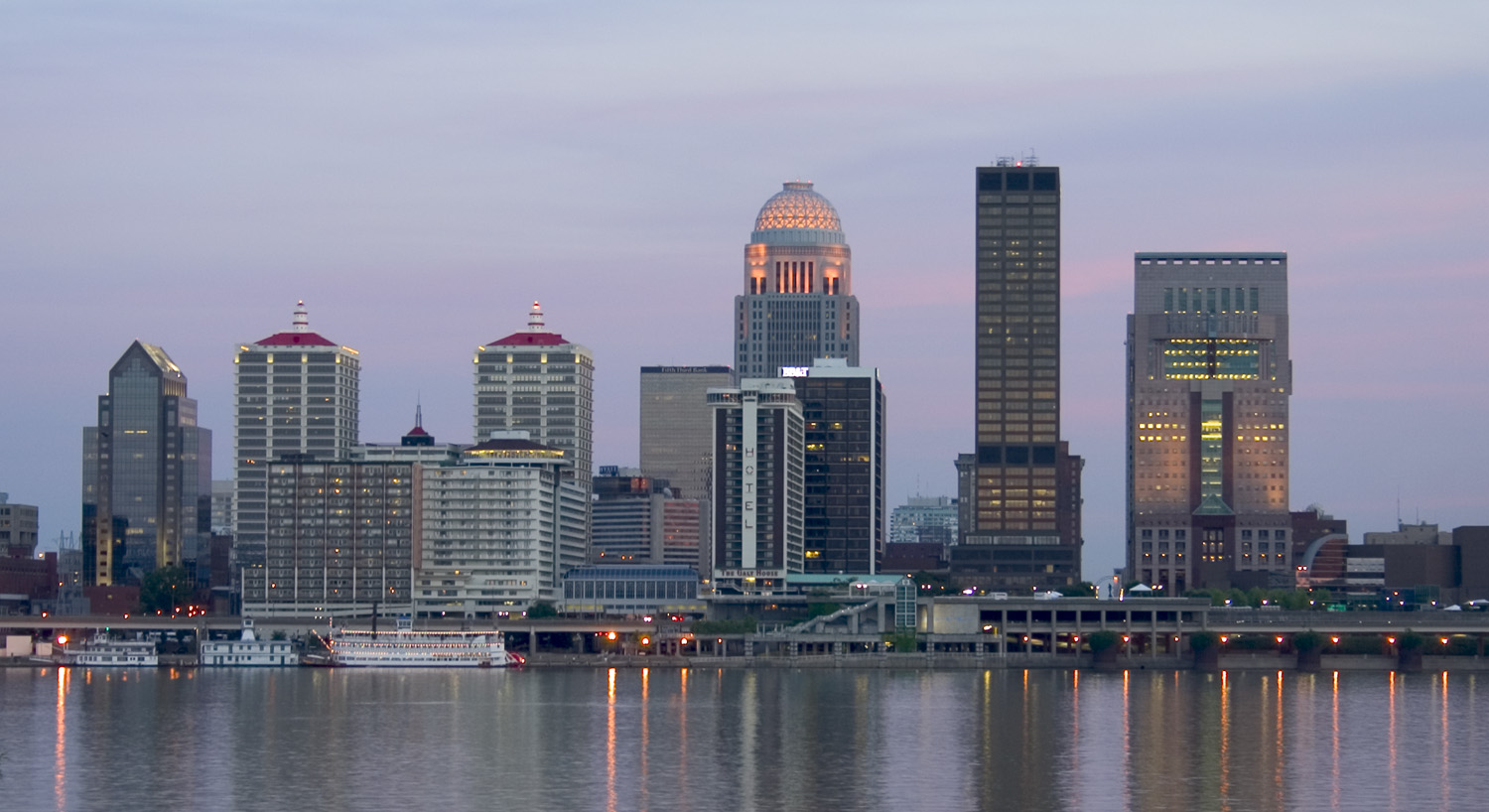
Skyline von Louisville

Bei der achten Austragung des Bewerbs am 24. August 2014 konnten der Australier Chris McDonald nach der Erstaustragung 2007 sowie den Jahren 2011 und 2013 seinen vierten Sieg erzielen sowie die Deutsche Nina Kraft ihren dritten Sieg nach 2009 und 2011.
Nachdem es 2014 Diskussionen über eine notwendige Verkürzung der Laufstrecke wegen extremer Hitze gab, wurde der Termin für das Jahr 2015 von August auf Oktober und damit in die kühlere Jahreszeit verlegt. 
Außerdem wurde der Ironman Louisville 2015 und 2016 als reiner Amateurwettkampf ohne Preisgeld und Qualifikationsmöglichkeit für Profi-Triathleten ausgerichtet. 
Im Vorfeld der Ausrichtung 2015 gab es massive Diskussionen bzgl. potentieller Gefährdungen der Athleten durch die Wasserqualität.
Der letzte Ironman Louisville war hier die 12. Austragung am 14. Oktober 2018. Die Schwimmdistanz musste aufgrund starker Strömungen verkürzt werden von 2,4 auf 0,9 Meilen. Die ursprünglich für die 11. Oktober 2020 angesetzte 14. Austragung musste im Zuge der COVID-19-Pandemie abgesagt werden.

### Streckenrekorde
Den Streckenrekord hält Andrew Starykowicz mit seiner Siegerzeit aus 2017 mit 8:10:11 Stunden. Bei den Frauen hält die Deutsche Nina Kraft seit 2009 den Rekord mit 9:20:21 Stunden.

Der Amerikaner John Flanagan erzielte 2009 mit 44:54 Minuten einen neuen Rekord auf der Schwimmstrecke (3,86 km). Zuvor hielt TJ Tollakson den Rekord mit einer Schwimmzeit von 46:20 Minuten aus 2007.

## Siegerliste
| N ° | Datum/Jahr      | Männer                  | Männer               | Männer             | Frauen                | Frauen              | Frauen                |
| N ° | Datum/Jahr      | Erster Platz            | Zweiter Platz        | Dritter Platz      | Erster Platz          | Zweiter Platz       | Dritter Platz         |
| --- | --------------- | ----------------------- | -------------------- | ------------------ | --------------------- | ------------------- | --------------------- |
| 13  | 13. Okt. 2019   | Eric Engel              | Justin Herrick       | Jérôme Marechal    | Liza Rachelto         | Veronika Prükler    | Kristen Yax           |
| 12  | 14. Okt. 2018 1 | Chris Leiferman         | Sam Long             | Greg Close 1       | Jennifer Spieldenner  | Michaela Herlbauer  | Lisa Roberts          |
| 11  | 15. Okt. 2017   | Andrew Starykowicz (SR) | Callum Millward      | Markus Thomschke   | Lisa Roberts          | Lesley Smith        | Nicole Valentine      |
| 10  | 9. Okt. 2016 2  | Tyler Le Roy            | Matthew Musiak       | Olof Dallner 2     | Kirsten Sass          | Christine Kachinsky | Erin Hyndman-Farrens  |
| 09  | 11. Okt. 2015 2 | James Burke             | Michael Jentges      | Jason Sandquist 2  | Christine Nichols     | Maria Gramelspacher | Mindy Nicolet Moon    |
| 08  | 24. Aug. 2014   | Chris McDonald -4-      | Thomas Gerlach       | Patrick Evoe       | Nina Kraft -3-        | Jackie Arendt       | Caroline Gregory      |
| 07  | 25. Aug. 2013   | Chris McDonald -3-      | Patrick Evoe         | Thomas Gerlach     | Kate Bevilaqua        | Brooke Brown        | Whitney Garcia McCain |
| 06  | 26. Aug. 2012   | Patrick Evoe            | Chris McDonald       | Thomas Gerlach     | Bree Wee              | Jackie Arendt       | Terra Castro          |
| 05  | 28. Aug. 2011   | Chris McDonald -2-      | Patrick Evoe         | Justin Daerr       | Nina Kraft -2-        | Jackie Arendt       | Stephanie Jones       |
| 04  | 29. Aug. 2010   | Paul Ambrose            | Martin Jensen        | Maximilian Longrée | Rebekah Keat          | Kim Loeffler        | Bree Wee              |
| 03  | 30. Aug. 2009   | Viktor Zyemtsev         | Luke Jarrod McKenzie | Raynard Tissink    | Nina Kraft (SR)       | Lisbeth Kristensen  | Kim Loeffler          |
| 02  | 31. Aug. 2008   | Maximilian Longrée      | Chris McDonald       | Sérgio Marques     | Mariska Kramer-Postma | Heather Gollnick    | Lisbeth Kristensen    |
| 01  | 26. Aug. 2007   | Chris McDonald          | Craig McKenzie       | TJ Tollakson       | Heather Gollnick      | Nina Kraft          | Mariska Kramer-Postma |